# Sandgerði
Sandgerðisbær (anteriormente Miðneshreppur) es un municipio islandés localizado al suroeste de la isla, en la península de Reykjanes. 

## Población y territorio
Sandgerði se encuentra al noroccidente de la península de Reykjanes. Tiene una superficie de 62 km² y cubre la costa occidental de Miðnes (Rosmhvalanes) norte de Garðskagi y Ósabotnar en el sur. 
Según el censo del 1 de diciembre de 2007, Sandgerðisbær tenía una población de 1.723 habitantes, siendo el vigesimosexto municipio más poblado de Islandia.
Dentro del municipio se encuentra el aeropuerto internacional de Keflavík con la terminal de aire dentro de las fronteras municipales.